# Chocolate meio-amargo
O chocolate meio-amargo é um tipo de chocolate produzido sem leite e com cerca de 40% de cacau, além da pouca quantidade de açúcar. Seu sabor amargo é mais suave, diferindo-se assim do chocolate amargo.

## Benefícios
Os resultados de alguns estudos realizados por pesquisadores mostram o chocolate meio-amargo possui maiores benefícios se comparado ao chocolate ao leite. Os estudos apontam que o chocolate é capaz de prevenir doenças cardíacas e até o câncer.